# Maurice Tremblay
Pour l’article homonyme, voir Tremblay.
Maurice Tremblay B.A., LL.L. (né le 23 avril 1944 à Jonquière et mort le 20 février 2022 à Montréal) fut un avocat et homme politique fédéral du Québec.

## Biographie
Né à Jonquière, aujourd'hui fusionnée à Saguenay dans la région du Saguenay—Lac-Saint-Jean, il entama sa carrière politique en devenant député du Parti progressiste-conservateur du Canada dans la circonscription fédérale de Lotbinière en 1984. Réélu lors des élections de 1988, il ne se représenta pas en 1993, ce qui permit au bloquiste Jean Landry de faire son entrée en politique.